# Leonardo González
Leonardo González Arce (San José, 21 novembre 1980) è un ex calciatore costaricano, di ruolo difensore.

## Caratteristiche tecniche
Può giocare sia laterale sinistro sia come difensore centrale.

## Carriera
Cominciò la sua carriera nel 2000, giocando con l'Herdiano, disputò 154 partite segnando 3 gol in 9 stagioni. L'Herdiano finì al secondo posto nel campionato costaricano nel 2007. Trasferito al Liberia Mía nel 2009, aiutò immediatamente la sua squadra ad incoronarsi campione di Costa Rica.
Ha disputato 61 partite con la Nazionale costaricana, includendo la Coppa del mondo 2006 in Germania, e la CONCACAF Gold Cup 2009. Nel mondiale 2006 fu titolare nei tre incontri che giocò la sua selezione.

## Palmarès

### Club

#### Competizioni nazionali
- Primera División de Costa Rica: 1

Herediano: 2009
- Lamar Hunt U.S. Open Cup: 4

Seattle Sounders FC: 2009, 2010, 2011, 2014
- MLS Supporters' Shield: 1

Seattle Sounders FC: 2014

### Nazionale
- UNCAF Nations Cup: 1

El Salvador 2007